# Clara Ruge
Clara Ottilie Ruge, geb. Friedmann, (* 1. Juni 1856 in Wien; † 10. Oktober 1937 in Lake Mahopac, New York) war eine österreichisch-amerikanische Schriftstellerin, Journalistin und Malerin.

## Leben
Sie war die Tochter des Journalisten Otto Bernhard Friedmann (1824–1880) und seiner Ehefrau Ottilie Friedmann, geb. Schmieder und beschäftigte sich schon in ihrer Jugend mit Literatur und Malerei; sie hatte u. a. Stunden bei August Eisenmenger, Ferdinand Laufberger und Hans Canon. 1878 heiratete sie den Ingenieur Albrecht Ruge (1843–1912), einen Sohn von Arnold Ruge. Mit diesem ging sie nach Zürich, wo sie Vorlesungen hörte, malte und erste Aufsätze veröffentlichte. Im Herbst 1889 ging sie mit ihrem Mann nach Venezuela, 1892 dann nach New York. In New York war sie als Korrespondentin für deutschsprachige (u. a. für die Norddeutsche Allgemeine Zeitung und das Fremden-Blatt) und amerikanische Zeitungen tätig. Für über 30 Jahre war sie Kunst- und Theaterkritikerin der New Yorker Volkszeitung. Sie publizierte auch auf kunsthistorischem Gebiet, daneben malte sie auch weiterhin Porträts und Landschaften.

## Schriften (Auswahl)
- Efigenia de Garcia. Charakterskizze aus dem venezolanischen Leben. In: Deutsche Roman-Bibliothek  Bd. 23, 1. Deutsche Verlagsanstalt, Stuttgart 1895.
- Mispah. Eine wahre Episode aus dem Leben New-Yorks. In: Deutsche Roman-Bibliothek Bd. 23, 2. Deutsche Verlagsanstalt, Stuttgart 1895, Sp. 1509–1520.
- On the road; a drama in one act. New York 1913.
- Die Wiederkehr. Ein Drama aus der Kriegszeit in einem Akt. New York 1916.
- Raub. Soziales Drama in einem Akt. New York 1917.